# Верітас

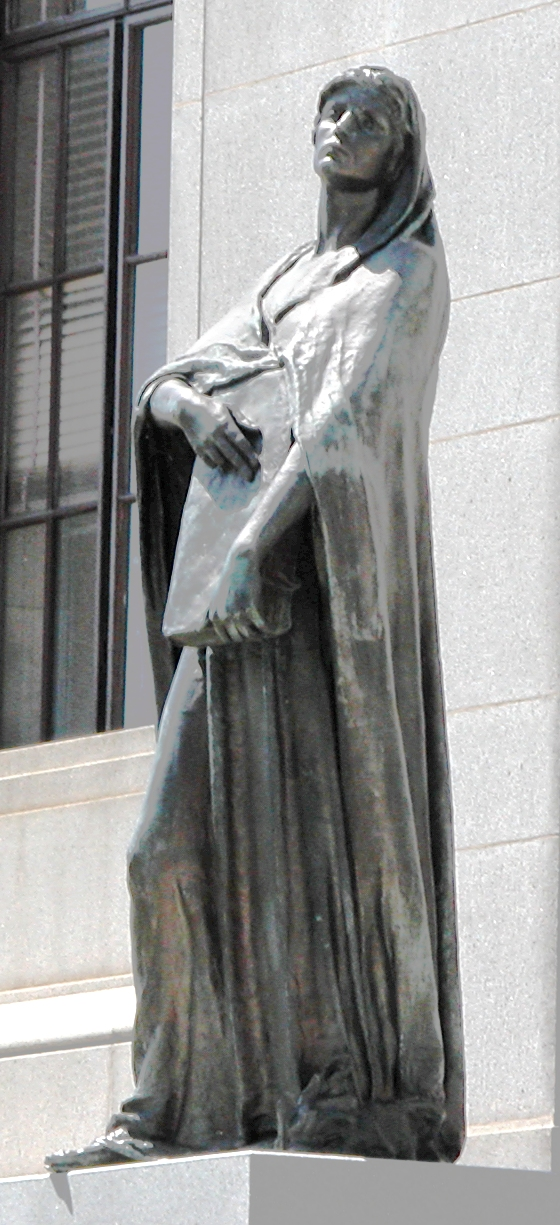
Статуя Верітас біля Верховного суду Канади.

В римській міфології, Верітас (лат. Veritas), має значення «істини». Була богинею істини, дочкою Хроноса, та мати Віртус. Вважалося, що вона сховалася на дні святого джерела, тому що була настільки невловимою. Її зображали молодою дівою в білому одязі.

## Девіз
Латинське слово верітас (лат. Veritas) є девізом багатьох коледжів та університетів.